# Prosopocoilus jakowleffi
Prosopocoilus jakowleffi is een keversoort uit de familie vliegende herten (Lucanidae). De wetenschappelijke naam van de soort is voor het eerst geldig gepubliceerd in 1901 door Boileau.